# Église Saint-Georges-et-Saint-Gilles de Santeuil
L'église Saint-Georges-et-Saint-Gilles est située à Santeuil, dans le département français d'Eure-et-Loir, en région Centre-Val de Loire.

## Description
L'église Saint-Georges-et-Saint-Gilles de Santeuil a probablement une nef du XIIe siècle, le chœur a été reconstruit au début XIIIe siècle par une équipe de maçons et sculpteurs qui travaillait aussi à l'édification de la cathédrale de Chartres, d'où de nombreuses ressemblances dans la mise en œuvre des maçonneries, qui n'ont pas échappé aux spécialistes de l'architecture. Une des particularités de cette église est le clocher resté inachevé.
L'édifice est classé au titre de monument historique depuis 1907.

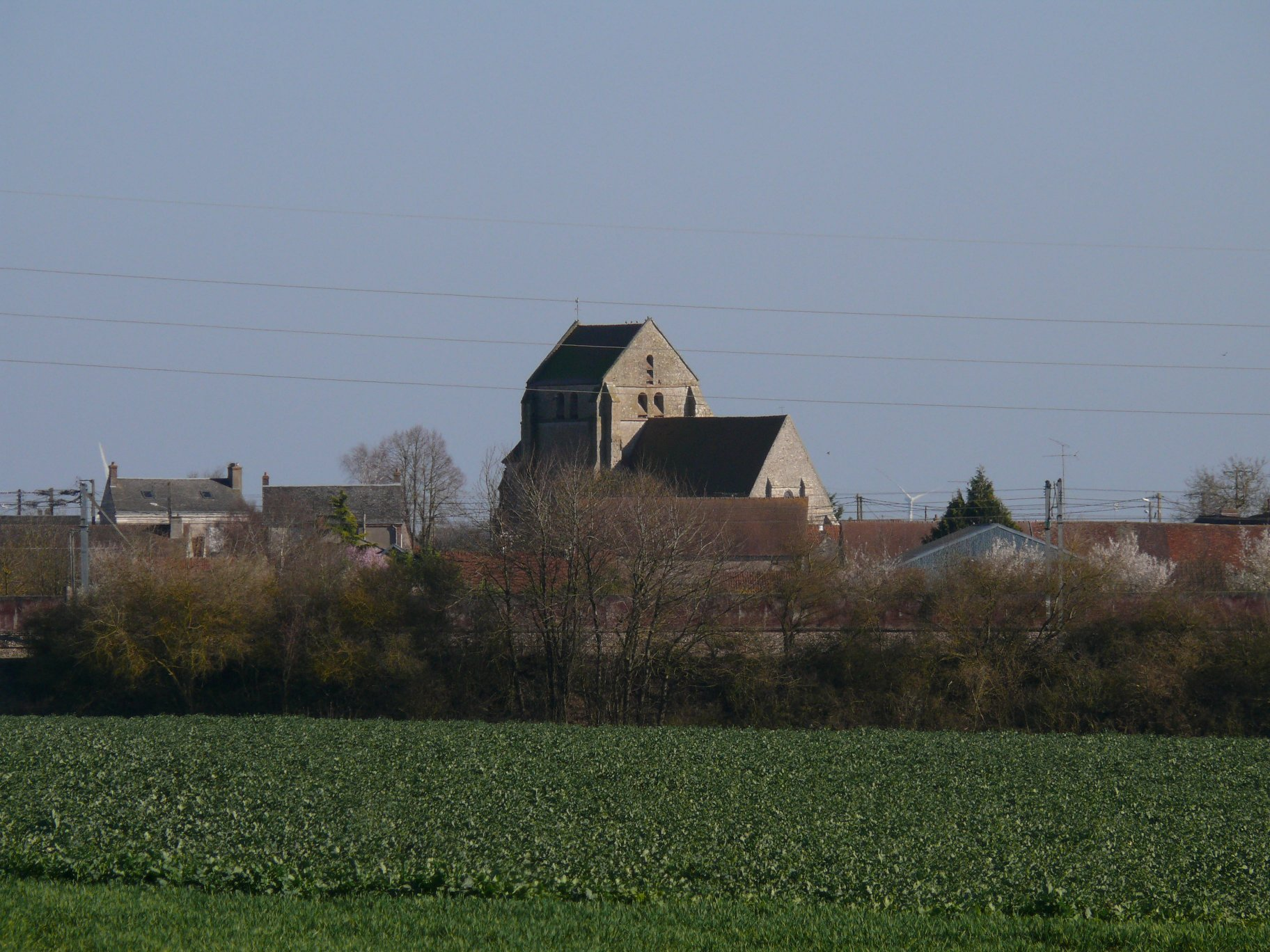
L'église vue des champs.